# Legion Hacktivist Group
Legionあるいは、Legion Hacktivist Group、（リージョン、リージョン・ハクティビスト・グループ）は、インドの裕福且つ権力を持つ人々のtwitterハンドラーをハッキング攻撃したハクティビストグループである。このグループはインドにある多くのメールサーバにアクセスし、インドの銀行がインターネットの暗号化キーを所持していると主張している。

## 経緯

### 2019年インドの攻撃
Legionは、インド国民会議の議員であるラーフル・ガンディーを標的に一連のハッキングをしたことで報道された。
報道では、ラーフルのツイッターアカウント、メールサーバもハッキングされた。翌日には党のツイッターアカウントも標的になり、無関係な内容をツイートされた。その後、同グループはビジェイ・マリヤ、バルカ・ダット、ラビシュ・クマールのアカウントもハッキングした。

### 2021年のロシア政府に対する攻撃
2018年から2020年にかけてロシア政府がTelegramの検閲を試みたため、グループは連邦反独占庁に属するサブドメインをハッキングした。大きな被害はなかったが、ロシア政府に「匿名性に対するロシア連邦通信庁による破壊行為が、Legionの標的にした」というメッセージを残していた。 この文書は16時間後に削除されたがウェイバックマシン経由で続けて閲覧可能である。